# Тихон Калужский
Ти́хон Калу́жский (Медынский) (около 1400, Киев, Великое княжество Литовское — 16 июня 1492, Тихонова пустынь, Великое княжество Московское) — игумен, основатель монастыря Успенская Тихонова пустынь. Преподобный, святой Русской православной церкви, отшельник, память которого празднуется 16 (29) июня.

## Биография

### Детство и постриг
Преподобный Тихон Калужский чудотворец — великий подвижник XV века. Его подвиги можно сравнить с подвигами египетских монахов-отшельников — первоначальников монашества. Был он родом из «матери городов русских» Киева и родился в начале XV века. В юности будущий святой решил оставить всё мирское и принять монашество. Он покинул родительский дом и пешком дошёл до Чудова монастыря в Москве. Этот монастырь был основан в 1365 году святителем Алексием Московским. Юношу постригли в монахи с именем Тихон в честь святителя Тихона Амафунтского.

### Отшельничество
Желая более усугубить свою жизнь, проводя её с Богом в молитвах, святой инок ушёл из кремлёвского монастыря в отшельничество. Местом трудов для преподобного стали глухие леса. Он поселился на правом берегу речки Вепрейки, в 20 километрах от Калуги и в 17 километрах от Медыни. Поэтому, святого изначально канонизировали как преподобный Тихон Медынский. Местом жительства для него стало дупло исполинского дуба. Этот ветхий дуб находился в монастыре преподобного Тихона до 1918 года, когда советские власти снесли часовню с остатками дуба. На истоке реки Вепрейки (нынешний скит «Живоносный источник») Тихон вырыл «кладезь» со святой водой. Питался он тем, что давала ему природа: ягодами и кореньями. Пил святой воду из вырытого им источника. Постепенно, к старцу стали стекаться люди. Многие из них оставались с преподобным, и в дальнейшем были его учениками. Так в глухом исполинском лесу образовалась небольшая монашеская община.
Этими землями, где совершал свои подвиги святой отшельник, владел князь Ярослав Владимирович (по другой версии его сын князь Василий Ярославич, внук Владимира Храброго). Охотясь в этих лесах, он увидел в дубе молящегося монаха с некоторыми людьми. Князь приказал удалиться преподобному, и в гневе, замахнулся на него плетью. В этот момент рука его окаменела. Князь Ярослав (Василий) понял, что это для него наказание Божие, и перед ним стоит великий подвижник. Он стал умолять Тихона об исцелении. По молитвам святого старца князь исцелился. Это было первое зафиксированное чудо, совершённое по молитвам преподобного Тихона Калужского. Тогда князь стал умолять преподобного Тихона устроить в его владениях монастырь и обещал снабжать его всем необходимым. 
Вокруг монастыря образовалось село – Тихонова слобода (ныне село Льва Толстого). Преподобный Тихон всегда брал на себя самые сугубые подвиги. Тихон обладал многими дарами, в том числе прозорливости, чудотворения и целения. О внешности преподобного Тихона Калужского сохранилось свидетельство в «Иконописном подлиннике», под 10 апреля:
«Преподобный отец наш Тихон, начальник монастыря Богородицы, иже на Калуге, подобием надсед, брада аки Власиева, ризы преподобнические и в схиме».
Интересно, что иконописное изображение преподобного Тихона совпадает с описанием внешности этого угодника, записанного в 1842 году со слов крестьянки Александры Жалновой. Эта больная женщина, будучи парализованной 12 лет пролежала на кровати и никогда не видела икону Тихона Калужского. Накануне дня памяти преподобного он сам явился крестьянке. Она увидела идущего к ней старца невысокого роста, худощавого, с небольшой седой бородой. Он был одет в чёрную монашескую мантию. На голове его – схимнический куколь с вышитыми зелёными крестами. Старец исцелил расслабленную, и сказал ей, что зовут его Тихон Преподобный и живёт он в 17-ти верстах от Калуги.

### Стояние на Угре
Стояние на реке Угре в 1480 году ознаменовало для Руси полное освобождение от ига монгольского. Перед битвой с войсками хана Большой Орды Ахмата великий князь Иван III пришёл за благословением к преподобному Тихону. Это событие похоже на то, что произошло ровно 100 лет назад до этого — благословение Дмитрия Донского от Сергия Радонежского. Тихона Калужского называют учеником учеников Сергия Радонежского. Во время битвы братия совершала крестные ходы, причащала и отпевала воинов. Эти события запечатлены на работах художника Павла Рыженко. Сейчас на месте битвы стоит скит в честь Владимирской иконы Божией Матери, в котором есть музей-диорама «Великое стояние на Угре». В церкви это событие отмечается 6 июля — одновременно с Владимирской иконой.

### Смерть и канонизация
29 июня 1492 года преподобный Тихон с миром отошёл ко Господу, приняв Великую схиму. Он был канонизирован на Стоглавом Соборе 1551 года митрополитом Макарием. Святой Тихон очень сильно помогал парализованным и бесноватым людям. Память его празднуется 29 июня в день преставления святого. На иконах Тихон обычно изображается молящимся в дубе в схимнических одеждах.

### Ученики
Из учеников преподобного Тихона больше всего прославился преподобный Никифор Калужский, который стал его преемником. О нём известно, что он стал основателем монастыря «Спас на Угре» в Воротынске. Скончался Никифор в 1506 году в Тихоновой пустыни. Преподобному Никифору установлена местная память вместе с его учителем — 29 июня. Помимо этого, в Воротынском монастыре чтится еще один праздник святого Никифора — 2 мая.

## Мощи
Мощи преподобного Тихона были обретены в XVI веке, и находились в раке в Успенской церкви монастыря. В 1610 году во время нашествия поляков монастырь был сожжён, и братии пришлось уйти в лес. Было утрачено житие святого, а его мощи были зарыты под спуд Трёхсвятительской церкви. В настоящее время его мощи находятся под спудом подземного Тихоновского храма Преображенского собора, построенного на месте Трёхсвятительской церкви.

## Чудеса
Еще при жизни по молитвам святого совершались чудеса. Особенно много совершалось чудес в XIX веке. Сейчас в монастыре хранится сборник с чудесами преподобного.

#### Некоторые прижизненные чудеса
- исцеление руки князя Ярослава Владимировича (или его сына князя Василия Ярославича) (XV век)

#### Некоторые чудеса, совершающиеся после смерти
- избавление Калуги от эпидемии холеры (1812)
- исцеление помещика сына помещика Чистоклетова (1842)
- исцеление женщины от болезни рук, ног и кожных язв (1853)
- явление преподобного Тихона и исцеление парализованной (1842)
- явление преподобного Тихона и исцеление от простуды
- многочисленные исцеления людей от бесноватости
- многочисленные исцеления от чудотворной иконы Тихона Калужского
- исцеление зубной болезни иеромонаха Ефрема
- избавление от засухи в Калуге (1861)
- чудесная помощь младенцу от приступов беснования 29 июня 2005 года

## Гимнография

### Тропарь, глас 4
Я́ко свети́льник пресве́тлый яви́лся еси́ в Росси́йстей земли́, преподо́бне о́тче наш Ти́хоне, в пусты́ни всели́вся, в не́йже преходя́ жесто́кое жи́тельство, я́ко безпло́тен пожи́л еси́: сего́ ра́ди и чуде́с дарова́нием обога́ти тя Бог. Тем и мы, притека́юще к моще́м твои́м, уми́льно глаго́лем: о́тче преподо́бне, моли́ Христа́ Бо́га, спасти́ся душа́м на́шим.

### Кондак, глас 8
Оте́чества удали́вся, преподо́бне, в пусты́ню всели́лся еси́ иде́же жесто́кое житие́ твое́ показа́л еси́ и мно́гих доброде́тельми удиви́в, дарова́ние чуде́с от Христа́ прия́л еси́. Те́мже помина́й нас, чту́щих па́мять твою́, да зове́м ти: ра́дуйся, преподо́бне Ти́хоне, о́тче наш.

### Молитва
О свяще́нная главо́, вели́кий чудотво́рче, преподо́бне о́тче наш Ти́хоне, преблаже́нне и пресла́вне, Ду́ха Свята́го исполне́ние, по́стников похвало́, мона́шествующих сла́во, пусты́ни украси́телю, те́плый о нас моли́твенниче, ны́не со а́нгельскими во́инствы предстоя́ у Престо́ла всех Царя́ сла́вы Го́спода и наслажда́яся све́та Единосу́щныя Тро́ицы, и с Го́рними си́лами воспева́я Трисвяту́ю песнь, я́ко дерзнове́ние име́я, моли́ся Всеми́лостивому Влады́це спасти́ вся, ве́рующия во имя Его́; испроси́ мир и тишину́ Святы́м Це́рквам ниспосла́ти, ве́ре Правосла́вней укрепле́ние, ви́димыя и неви́димыя враги́ низложи́ти, гра́ды на́ши утверди́ти, мир весь умири́ти. Моли́ Ми́лостиваго Бо́га, да твои́м благоприя́тным хода́тайством вся правосла́вныя христиа́ны изба́вит Он от гла́да, губи́тельства, тру́са, пото́па, огня́, меча́, от наше́ствия иноплеме́нник и междоусо́бныя бра́ни, ста́рыя да подкрепи́т, ю́ныя да наста́вит, нему́дрыя умудри́т, боля́щия исцели́т, плене́нныя и ю́зники свободи́т, сироты́ засту́пит, младе́нцы воспита́ет и вся лю́ди сохрани́т от всех бед и напа́стей, и от нападе́ния вра́жия, и смертоно́сныя я́звы, и тлетво́рных ветр, и от вся́каго зла. Днесь же с ве́рою приходя́щих рабо́в твои́х, со стра́хом и любо́вию припа́дающих к многоцеле́бным моще́м твои́м и о́браз подо́бия твоего́ любе́зно целу́ющих, я́ко те́плый наш засту́пниче, сохрани́ и в ско́рбных обстоя́ниих на́ших предста́ни, душе́вных и теле́сных страсте́й свободи́; в день стра́шнаго Суда́ шу́ияго стоя́ния изба́ви и с десны́ми овца́ми моли́твами твои́ми ста́ти сподо́би и слы́шати блаже́нный о́ный глас Влады́ки, Христа́ Бо́га на́шего: «Прииди́те, благослове́ннии Отца́ Моего́, насле́дуйте угото́ванное вам Ца́рство от сложе́ния ми́ра». Ему́же подоба́ет вся́кая сла́ва, честь и поклоне́ние, со Безнача́льным Его́ Отце́м и со Пресвяты́м, и Благи́м, и Животворя́щим Его́ Ду́хом, ны́не и при́сно и во ве́ки веко́в. Ами́нь.